# Петрище, Анна Ивановна
Анна Ивановна Петрище (1915, село Лозянское, Австро-Венгрия — 1977, село Лозянский Межгорского района Закарпатской области) — украинская советская деятельница, женский организатор Воловского окружкома КП(б)У, секретарь Межгорского райкома КПУ Закарпатской области. Депутат Верховного Совета СССР 2-го созыва.

## Биография
Родилась в бедной многодетной крестьянской семье. Отец умер ещё до рождения Анны.
С детских лет батрачила у зажиточных крестьян. В 1930 году окончила восемь классов Лозянской сельской народной школы.
В 1932 году вступила в Коммунистический союз молодежи Чехо-Словакии, часто принимала участие в демонстрациях, которые организовывали коммунисты в Воловом (ныне Межгорье) на Закарпатье.
В годы оккупации края Королевством Венгрией тайно организовывала сельскую молодежь на борьбу с венграми, участвовала в подпольной антифашистской работе, в 1943—1944 годах встречалась с советскими партизанами-разведчиками.
Член ВКП(б) с 1945 года.
С 1946 года — женский организатор, заведующий отделом Воловского окружного комитета КП(б)У Закарпатской области по работе среди женщин. Затем училась в Львовской двухгодичной областной партийной школе.
С 1950 по 1957 год — секретарь Воловского окружного (с 1953 года — Межгорского районного) комитета КПУ Закарпатской области, занималась вопросами строительства дорог, развития образования, медицины, культуры и торговли.
Несколько лет возглавляла Закарпатскую областную организацию Союза женщин Украинской ССР. Часто болела, до выхода на персональную пенсию работала заведующей библиотекой в Межгорском районном комитете КПУ и санатории «Верховина».
Умерла в ноябре 1977 года, похоронена на сельском кладбище в Лозянском Межгорского района Закарпатья.

## Награды
- орден Трудового Красного Знамени (23.01.1948)
- орден «Знак Почета»
- медаль «За трудовую доблесть» (26.02.1958)
- медали